# Hubertusorden (Herzogtum Bar)

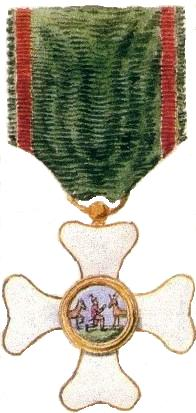
Ordenskreuz seit 1785

Der Orden vom heiligen Hubertus, kurz Hubertusorden, französisch Ordre de Saint-Hubert, wurde im Mai 1416 von Ludwig von Bar als ritterliche Gesellschaft im Herzogtum Bar als Ordre de la Fidélité gestiftet. Er war gedacht zur Stärkung der gegenseitigen Liebe, der Treue und zur Verteidigung des Herzogtums. Die Ordensdekoration war ein goldenes Windspiel, was dem Orden den Namen Orden des Windspiels einbrachte. Auf dem Halsband war die kurze Ordensdevise TOUT VNG aufgebracht, altfranzösisch für Tous un, „Alle [bilden] eines“. 1423 benannte Ludwig von Bar ihn in Hubertusorden um, Ordenszeichen war nun ein Medaillon mit dem Bild des heiligen Hubertus. Zu den Pflichten der Ordensmitglieder gehörte neben der Treue zum Herzog auch die gemeinsame Jagd am Vortag des Hubertustags. Mit René von Anjou kam der Orden auch nach Lothringen.
Stanislaus I. Leszczyński benannte den Orden in Ordre noble des duchés de Lorraine et de Bar (Adliger Orden der Herzogtümer Lothringen und Bar) um. Nach seinem Tod kamen Lothringen und Bar zu Frankreich und der Orden entwickelte sich nach und nach zu einer adligen Vereinigung, die sich insbesondere der Jagd widmete.
Ludwig XV. und Ludwig XVI. bestätigten die Privilegien des Ordens. 1785 benannte ihn Ludwig XVI. in Edler Orden des Heiligen Hubert von Bar um und änderte seine Insignien, um ihn vom pfalz-bayerischen Hubertusorden besser unterschieden zu können. Das grün geränderte rote Ordensband wurde dabei durch ein rot gerändertes grünes Band ersetzt. 1792 wurde der Hubertusorden, wie alle anderen französischen Orden, aufgelöst.
Einige Ordensmitglieder zogen in das Heilige Römische Reich, wo der Orden bis 1815 unter Karl Theodor von Dalberg als Großmeister weiterbestand.
1816 wurde der Orden von Ludwig XVIII. erneuert und in die Klassen Großkreuz, Komtur und Ritter eingeteilt. Sein Erlöschen am 29. Juli 1830 fiel mit der Revolution zusammen.